# Chiquinquirá (Trujillo)
Pour les articles homonymes, voir Chiquinquira.
Chiquinquirá est l'une des sept paroisses civiles de la municipalité de Trujillo dans l'État de Trujillo au Venezuela. Sa capitale est Chiquinquirá.